# Visbout

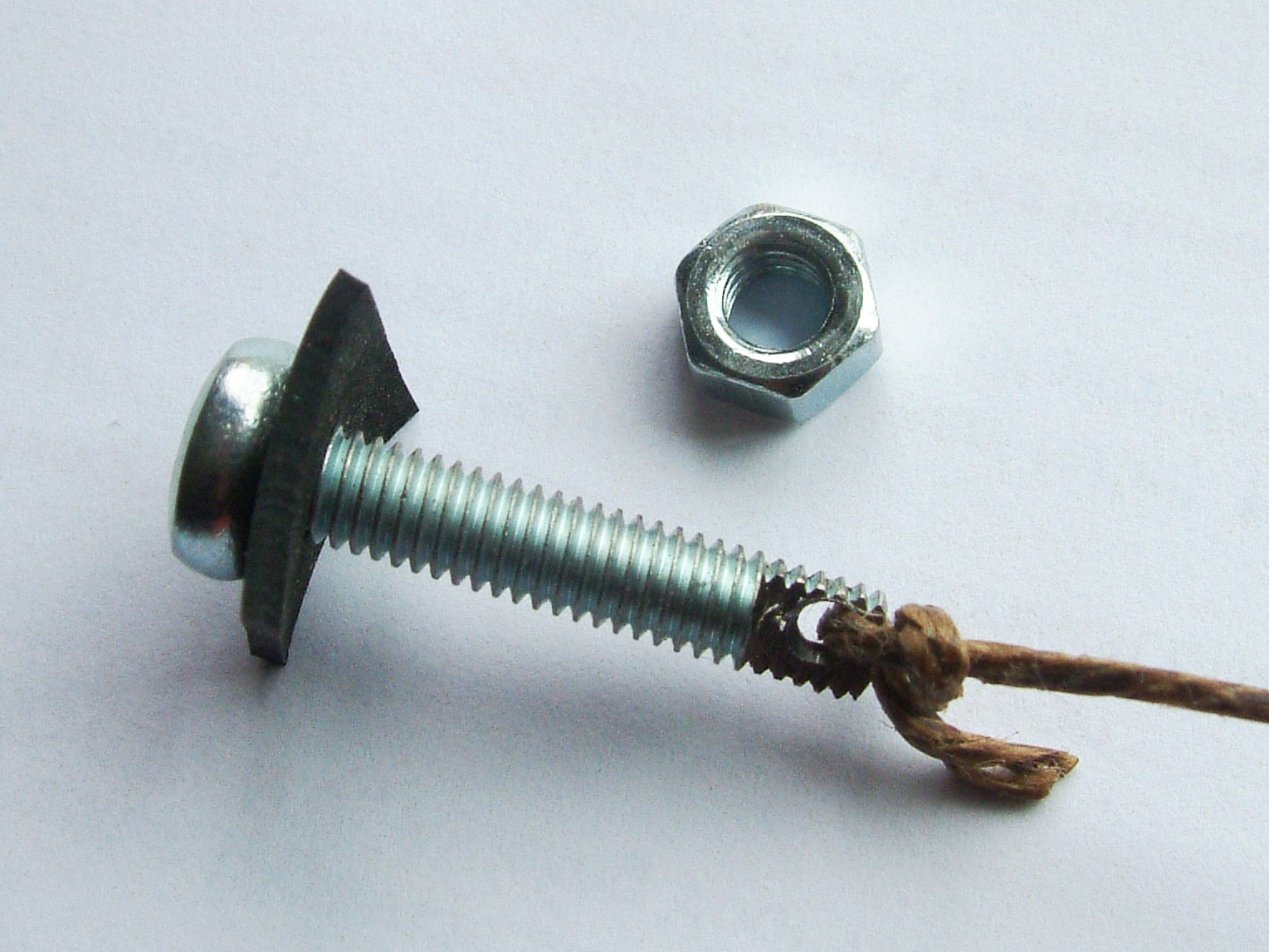
Een klein visboutje, meer als model dan voor praktisch gebruik

Een visbout is een aangepaste bout die dient om onder water bij een geklonken schip een lekkende klinknagel te vervangen. De aanpassing bestaat uit het aanbrengen van twee platte vlakken aan de steel van de bout en de zo ontstane strip iets af te schuinen en er een gat door te boren. 

## Gebruik
Aan een touwtje knoopt men een spijker of iets anders dat zwaar genoeg is om het touwtje onder water min of meer strak te trekken. Het touwtje moet voldoende lengte hebben om vanaf de lekke nagel ruim boven water te komen, zodat je er weer bij kan. De lekke klinknagel wordt van binnenuit het schip uitgeboord. Er ontstaat een fontein, maar die blijft beperkt bij snel werken. Door het gat wordt de spijker naar buiten gestoken en met een haakstok of door een lijn onder het schip door te trekken opgevist. Vandaar de naam. Op de bout wordt nu een leertje (of tegenwoordig eerder een rubber ring) gestoken en het touwtje wordt daarna door het gaatje van de bout geknoopt. Vervolgens wordt het touwje binnenuit aangetrokken en de steel van de bout voorzichtig in het gat van de klinknagel naar binnen getrokken. Daarna wordt er een moer op gedraaid en aangehaald. Om het meedraaien van de bout te voorkomen kan met een verstelbare sleutel of een tang het platgevijlde stripje vastgehouden worden.